# 341520 Mors-Somnus
341520 Mors-Somnus este o planetă minoră (asteroid) din Obiect transneptunian. A fost descoperită pe 14 octombrie 2007 la Mauna Kea Observatories⁠(d) de Scott S. Sheppard⁠(d) și a fost numită după Mors⁠(d). 
Obiectul prezintă o orbită caracterizată de o semiaxă mare de 39,628809073454 de UAi, o excentricitate de 0,2607, o înclinație de 11,266477274023 ° în raport cu ecliptica.